# 常陸小川駅

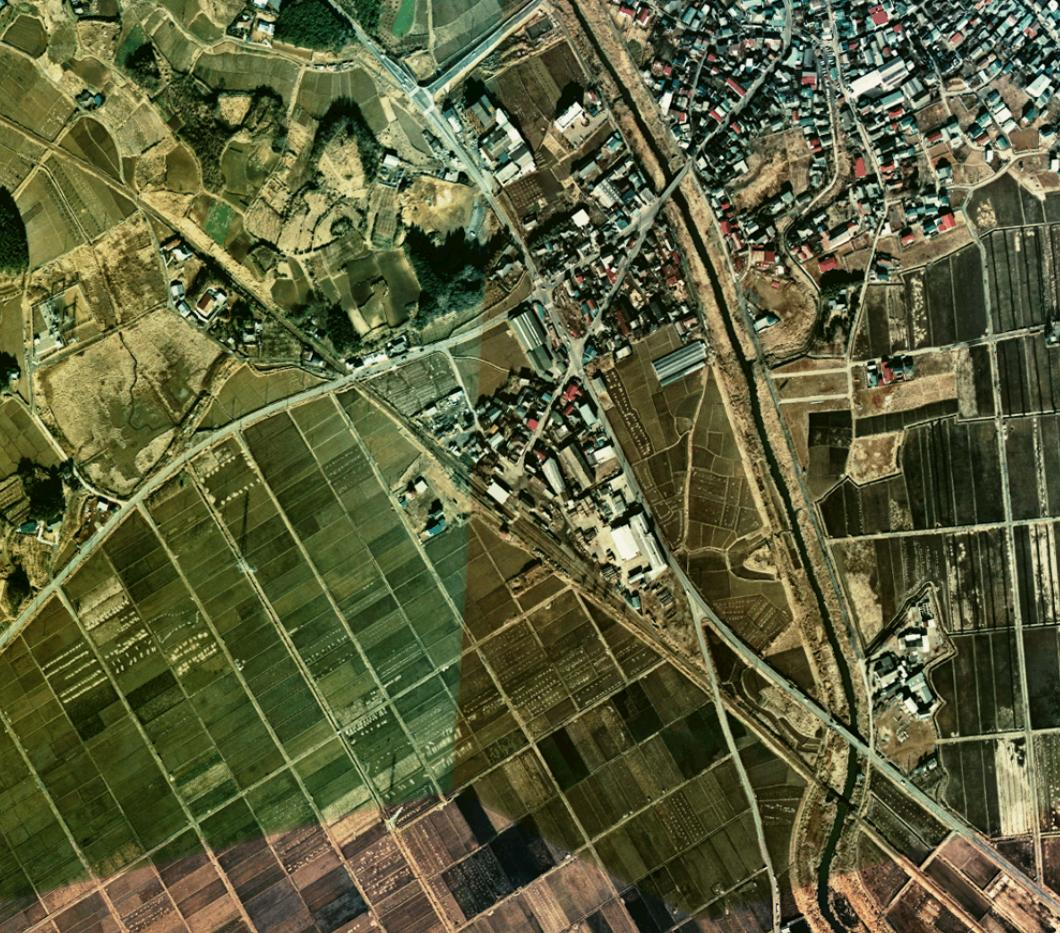
常陸小川駅付近空中写真（1974年撮影 国土画像情報オルソ化空中写真（国土交通省）より）

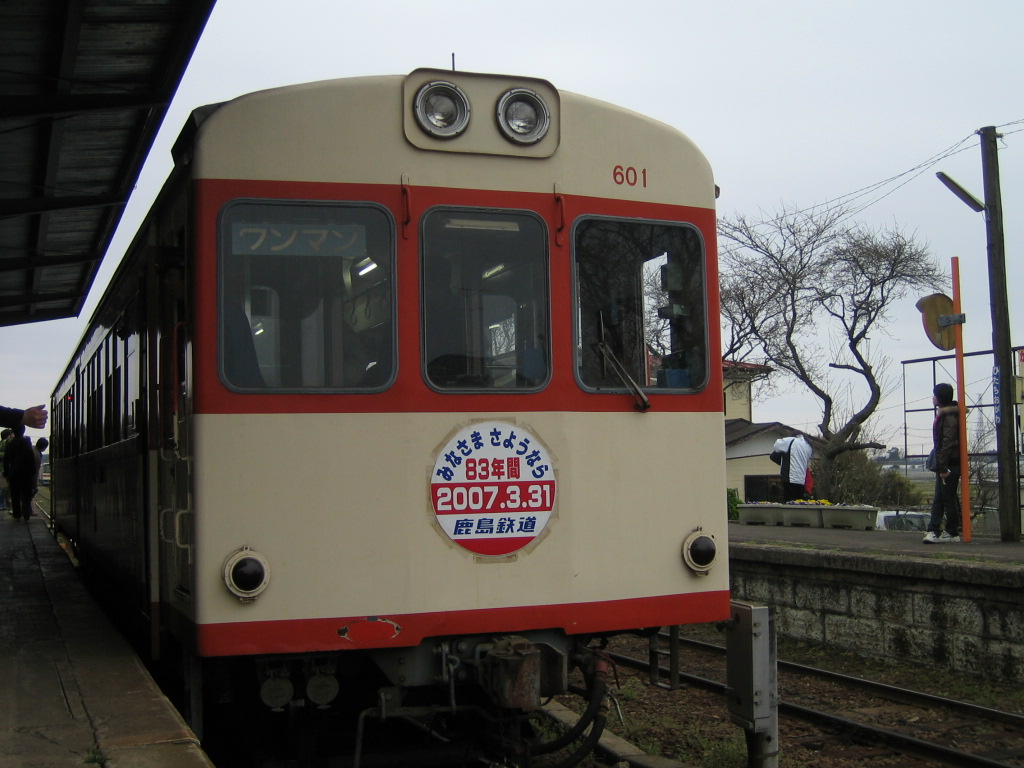
鉄道運行最終日の常陸小川駅に停車する鹿島鉄道キハ601

常陸小川駅（ひたちおがわえき）は、かつて茨城県小美玉市田木谷にあった鹿島鉄道鹿島鉄道線の駅。2007年（平成19年）4月1日、鹿島鉄道線の廃線にともない廃駅となった。

## 歴史
- 1924年（大正13年）6月8日：鹿島参宮鉄道の終着駅として開業[2]。
- 1926年（大正15年）8月15日：鹿島参宮鉄道が浜駅まで延伸され、途中駅となる[4]。
- 1965年（昭和40年）6月1日：鹿島参宮鉄道と常総筑波鉄道が合併して関東鉄道が発足し、同社鉾田線の駅となる[3]。
- 1979年（昭和54年）4月1日：鉾田線が鹿島鉄道に分社化し、鹿島鉄道線の駅となる[3]。
- 2001年（平成13年）4月16日：委託化。
- 2007年（平成19年）4月1日：廃止[3]。

## 駅構造
単式ホームと島式ホームの2面3線を有する地上駅である。ホームの間には構内踏切が設置されていた。交換可能駅で留置線を有し、また、貨物用ホームも末期まで残存していた。
駅舎は北東側に位置していた。トイレは改札内外の双方から入れるようになっていた。
駅構内には、DD901形ディーゼル機関車が静態保存されていたが、2007年（平成19年）2月27日に解体された。

### のりば
| 番線   | 路線        | 方向 | 行先             |
| ------ | ----------- | ---- | ---------------- |
| 駅舎側 | ■鹿島鉄道線 | 下り | 玉造町・鉾田方面 |
| 南側   | ■鹿島鉄道線 | 上り | 玉里・石岡方面   |

- 当駅始発、石岡行きは下りホームから発車していた。

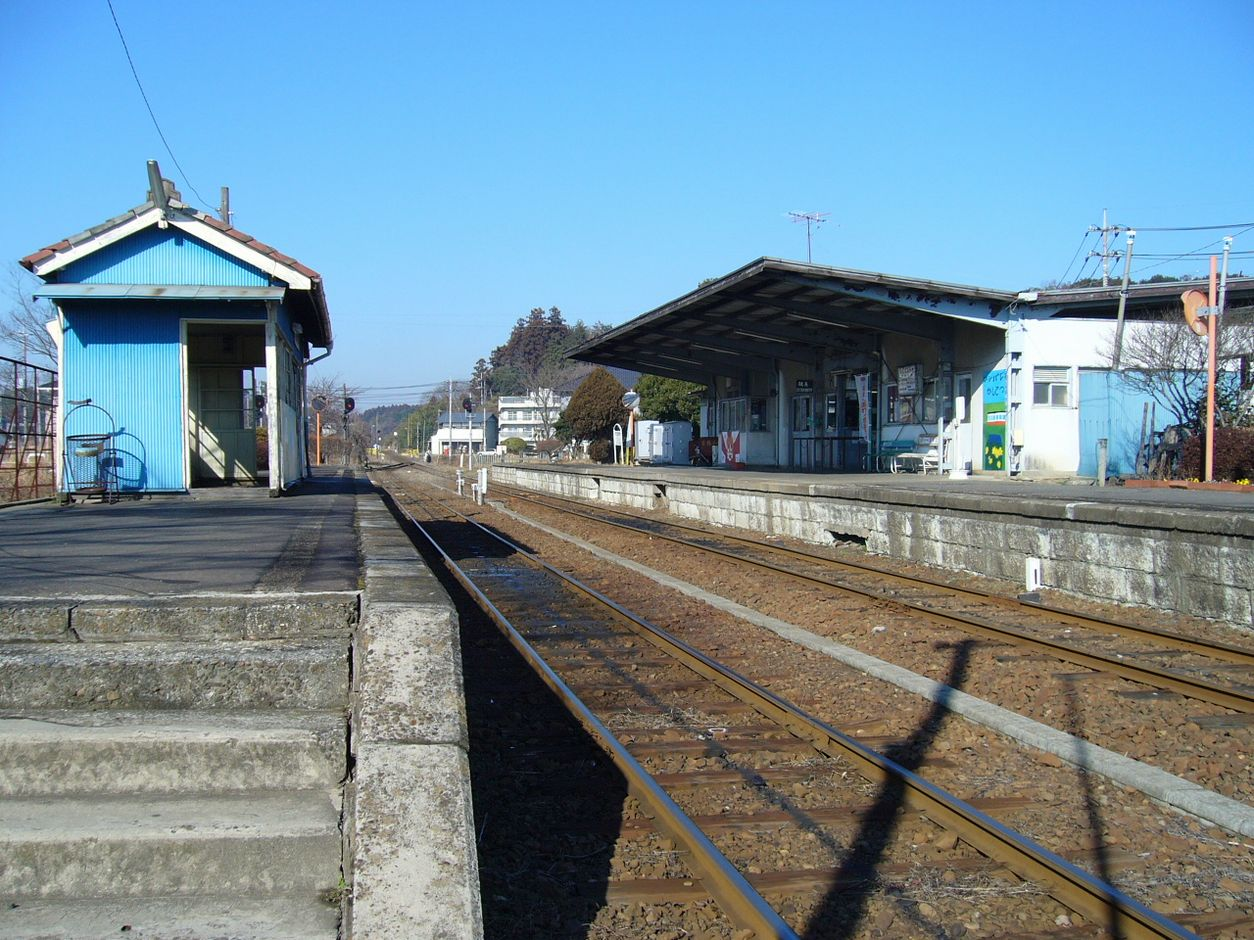
駅構内（2006年1月）
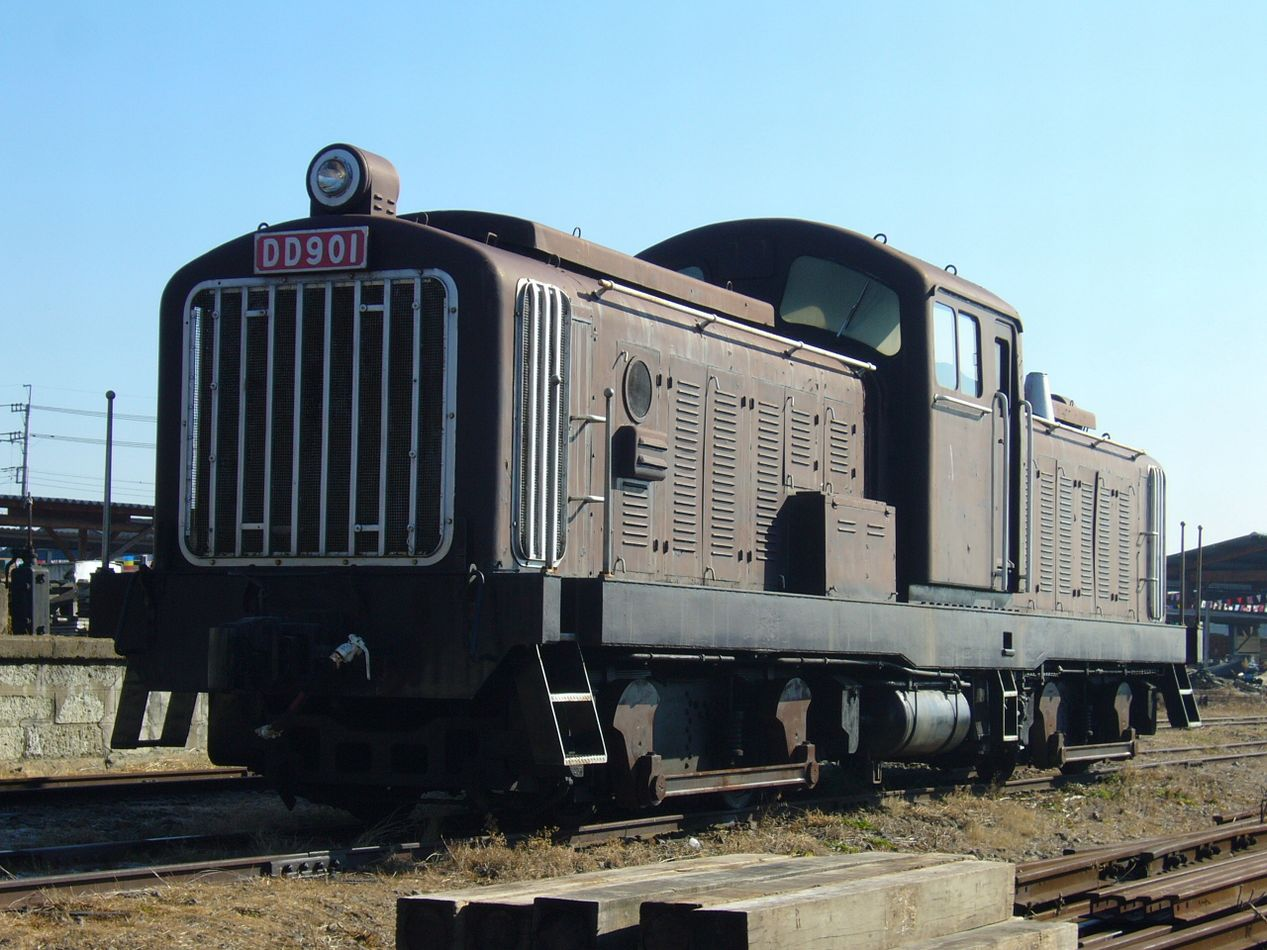
構内で保存されていたDD901 現在は解体され現存しない

## 駅周辺
旧・玉里村に位置していたが、旧・小川町の中心市街地の最寄り駅であった。
- 国道355号
- 常陽銀行
- 水戸信用金庫
- 茨城県信用組合
- 内山家具店
- 常陸小川郵便局
- 小美玉市医療センター
- 小美玉市立小川図書館
- 小美玉市役所小川総合支所
- 小美玉市立小川文化センター
- 百里飛行場
- 小美玉市消防本部玉里消防署
- 小美玉市役所玉里総合支所

## 現状

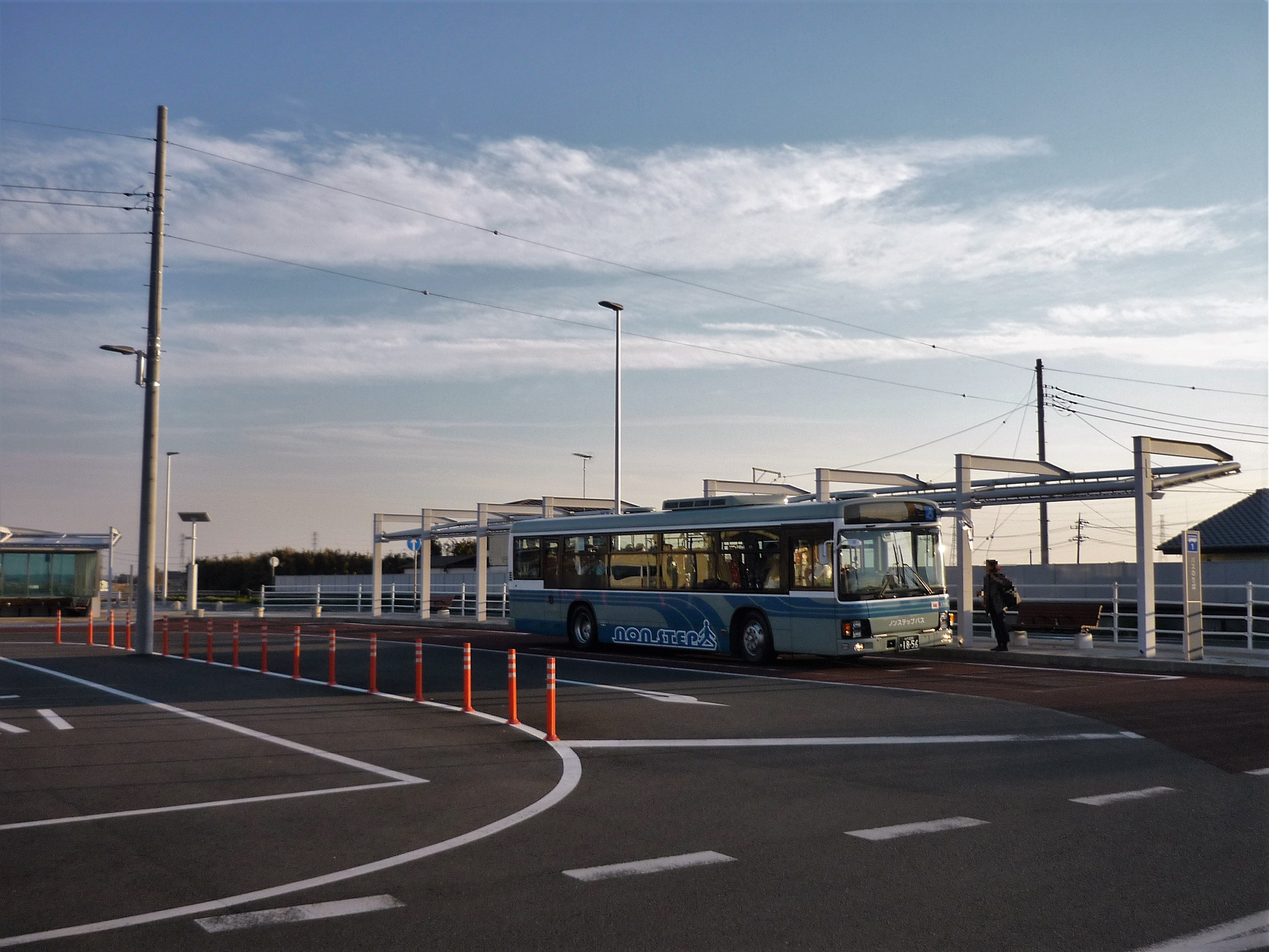
駅跡に整備されたバスターミナル（2018年12月）

駅舎は営業廃止後すぐに解体され、敷地は更地になった。駅前は現在も代替バス（かしてつバス）のターミナルとして機能しているほか、茨城空港への路線バスが運行されている。
2014年（平成26年）7月1日には新たなバスターミナルとしてリニューアルされ、トイレや駐輪場などが整備、現在でも石岡市や行方市、鉾田市、水戸市、茨城空港方面への路線バスが発着している。

## その他
- 1993年（平成5年）に、映画『教祖誕生』（原作：ビートたけし　主演：萩原聖人・ビートたけし）の撮影が駅前広場で行われた。
- 『仮面ライダー響鬼』の安達明日夢（演：栩原楽人）が巴川駅で降りようとしたが、寝過ごして当駅で降りてしまい、駅に居合わせた老人に声を掛けられるシーンがある[6]。

## 隣の駅
鹿島鉄道
■鹿島鉄道線
四箇村駅 - 常陸小川駅 - 小川高校下駅